# Bathysaurus mollis
Bathysaurus mollis  – gatunek ryby głębinowej z rodziny Bathysauridae, wcześniej zaliczany do jaszczurnikowatych (Synodontidae). Występuje na głębokościach 1550–4903 m.